# Quinti Flaminí
Els Quinti Flaminí (en llatí: Quinctii Flaminini) foren una família romana pertanyent a una branca de la gens Quíntia, patricis originaris d'Alba Longa.
Alguns personatges destacats de la família van ser:
- Cesó Quinti Flaminí, duumvir el 216 aC, fill de Cesó Quinti Claudus.
  - Cesó Quinti Claudus Flaminí, pretor el 208 aC, de pare desconegut i nebot de l'anterior.[3]
    - Gai Quinti Flaminí, pretor peregrí l'any 177 aC.[4]
- Titus Quinti Flaminí, personatge desconegut, cosí de Cesó Quinti Flaminí.[2]
  - Luci Quinti Flaminí, cònsol el 193 aC.
  - Tit Quinti Flaminí, cònsol el 198 i conqueridor de Grècia.
    - Tit Quinti Flaminí, cònsol el 150 aC. Segurament és el mateix personatge que l'ambaixador Tit Quinti Flamini.
      - Tit Quinti Flaminí, cònsol el 123 aC.